# (6262) Javid
(6262) Javid es un asteroide perteneciente al cinturón de asteroides, región del sistema solar que se encuentra entre las órbitas de Marte y Júpiter, más concretamente a la familia de Coronis descubierto el 1 de septiembre de 1978 por Nikolái Stepánovich Chernyj desde el Observatorio Astrofísico de Crimea (República de Crimea).

## Designación y nombre
Designado provisionalmente como 1978 RZ. Fue nombrado Javid en homenaje a Husein Yavid, poeta, dramaturgo e historiador azerbaiyano, autor de varias obras históricas, como Jeque Sanan, Teimur el cojo y Jayam. En sus obras predicó las ideas del romanticismo progresivo. En 1937 fue tildado de disidente y exiliado a Siberia.

## Características orbitales
Javid está situado a una distancia media del Sol de 2,906 ua, pudiendo alejarse hasta 3,134 ua y acercarse hasta 2,677 ua. Su excentricidad es 0,078 y la inclinación orbital 3,011 grados. Emplea 1809,46 días en completar una órbita alrededor del Sol.

## Características físicas
La magnitud absoluta de Javid es 12,7. Tiene 7,791 km de diámetro y su albedo se estima en 0,291. 